# Începuturi
Începuturi este un film românesc din 1994 regizat de Constantin Vaeni.